# Pabellón Deportivo Pohitullin
El Pabellón Deportivo Pohitullin (en finés: Pohitullin palloiluhalli) es un recinto cubierto de baloncesto que se encuentra en Uusikaupunki, una localidad del país europeo de Finlandia. En la actualidad es la sede del equipo de baloncesto profesional finlandés Korihait, que compite en la Korisliiga. También ha sido la cancha del equipo de baloncesto nacional de Finlandia durante un par de veces. El estadio fue inaugurado en el año 1981 y tiene una capacidad para 1507 personas aproximadamente. Su récord de asistencia sin embargo es de 2500 espectadores.